# Herceg Novi
Herceg Novi (Cirílico: Херцег Нови) é uma cidade de Montenegro, capital do município de Herneg-Novi. Sua população é de 16.493 habitantes (censo de 2003).

## Demografia
- População:
  - 3 de março de 1981 - 12.686
  - 3 de março de 1991 - 15.105
  - 1 de novembro de 2003 - 16.493

- Grupos étnicos (censo de 2003):
  - Sérvios (52,88%)
  - Montenegrinos (28,60%)
  - Croatas (2,42%)